# Bambi (pris)
 For alternative betydninger, se Bambi (flertydig). (Se også artikler, som begynder med Bambi)
Bambiprisen tysk: Deutschlands Wichtigster Medienpreis (Tysklands vigtigste mediepris), ofte blot kaldet "Bambi Awards", præsenteres årligt af Hubert Burda Media til at genkende ekspertise i internationale medier og tv "med visioner og kreativitet, der er berørt og inspireret den tyske offentlighed, gennem året", både indenlandske og udenlandske. Uddelingen blev afholdt første gang i 1948, og er den ældste Media Awards i Tyskland. Prisen er opkaldt efter Felix Saltens bog "Bambi, et liv i skoven".